# Departamentul Ogoulou
Departamentul Ogoulou este un departament din provincia Ngounié  din Gabon. Reședința sa este orașul Mimongo.